# Mihail Strogoff (film din 1970)
Mihail Strogoff este un film de aventuri european din 1970 regizat de Eriprando Visconti⁠(d). A fost realizat în coproducție internațională de studiouri cinematografice din Italia, Germania de Vest (unde a fost lansat sub titlul Der Kurier des Zaren) și Franța (unde este cunoscut sub titlul Michel Strogoff). Filmul este inspirat din romanul Mihail Strogoff (1876) al lui Jules Verne, reinterpretat prin prisma realismului psihologic.

## Distribuție
- John Phillip Law⁠(d) — Michel Strogoff
- Hiram Keller⁠(d) — Ivan Ogareff
- Delia Boccardo⁠(d) — Sangarre
- Mimsy Farmer⁠(d) — Nadia
- Kurt Meisel⁠(d) — Feofar Khan
- Elisabeth Bergner — Marfa Strogoff
- Claudio Gora⁠(d) — generalul Dubelt
- Christian Marin — Harry Blount